# Ипу (микрорегион)

Ипу на карте.

Ипу (порт. Microrregião de Ipu) — микрорегион в Бразилии, входит в штат Сеара. Составная часть мезорегиона Северо-запад штата Сеара. Население составляет 137 423 человека (на 2010 год). Площадь — 4 221,796 км². Плотность населения — 32,55 чел./км².

## Демография
Согласно сведениям, собранным в ходе переписи 2010 г. Национальным институтом географии и статистики (IBGE), население микрорегиона составляет:
| Полное население                             | Полное население                             | Полное население                             | Полное население                             | 137 423 |
| -------------------------------------------- | -------------------------------------------- | -------------------------------------------- | -------------------------------------------- | ------- |
| в том числе:                                 | Городское население                          | 80 097                                       | Процент городского населения, %              | 58,29   |
|                                              | Сельское население                           | 57 326                                       | Процент сельского населения, %               | 41,71   |
|                                              | Мужское население                            | 67 988                                       | Процент мужского населения, %                | 49,47   |
|                                              | Женское население                            | 69 435                                       | Процент женского населения, %                | 50,53   |
| Плотность населения, чел/км²                 | Плотность населения, чел/км²                 | Плотность населения, чел/км²                 | Плотность населения, чел/км²                 | 32,55   |
| Население микрорегиона в % к населению штата | Население микрорегиона в % к населению штата | Население микрорегиона в % к населению штата | Население микрорегиона в % к населению штата | 1,63    |

## Статистика
- Валовой внутренний продукт на 2003 составляет 252 636 122,00 реалов (данные: Бразильский институт географии и статистики).
- Валовой внутренний продукт на душу населения на 2003 составляет 1795,66 реалов (данные: Бразильский институт географии и статистики).
- Индекс развития человеческого потенциала на 2000 составляет 0,642 (данные: Программа развития ООН).

## Состав микрорегиона
В составе микрорегиона включены следующие муниципалитеты:
1. Ипу
2. Ипуейрас
3. Пирис-Феррейра
4. Поранга
5. Рериутаба
6. Варжота